# Desider Mátray-Novák

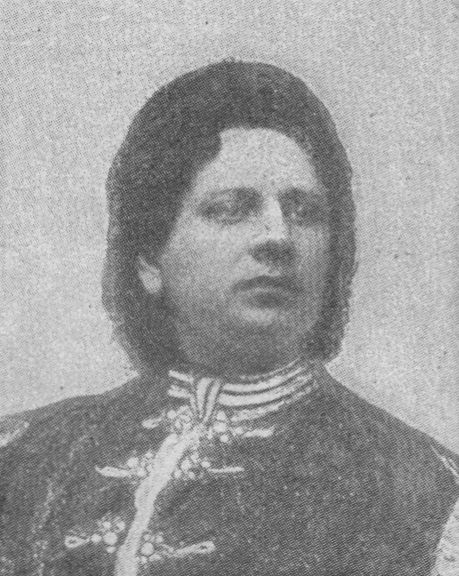
Desider Matray, 1904

Desider Mátray-Novák, auch Desider Matray, (28. Juli 1872 in Hódmezővásárhely – nach 1910) war ein ungarischer Opernsänger (Tenor).

## Leben
Mátray-Novák, Sohn eines Oberinspektors der königlich ungarischen Staatsbahnen, diente ursprünglich in der Armee. Während eines Manövers hörte Graf Esterhazy den jungen Offizier in der Nähe des Schlosses Totis singen, übernahm die Ausbildung seiner Stimme und veranlasste seinen Übertritt zur Bühne.
Die Gesangsmeister Belovis (Budapest), Felice Mancio und Adolf Robinson wurden seine Lehrmeister, und nachdem er zuerst an der königlichen Oper in Budapest aufgetreten war, wurde er 1899 (bis 1901) an das Stadttheater in Leipzig engagiert, dann kam er nach Düsseldorf (1901–1903), Breslau (1903–1905). Von 1906 bis 1907 und erneut von 1909 bis 1910 war er am Hoftheater von Karlsruhe engagiert.
Er besaß eine prächtige Heldentenorstimme, die sich durch Kraft, Stärke und großes Volumen auszeichnete. Zu seinen anerkannten Leistungen zählten „Lohengrin“, „Tannhäuser“, „Canio“, „Raoul“, „Prophet“, „Troubadour“, „Faust“ etc.
Obwohl Mátray-Novák Ungar war, hatte er nur einmal, 1905 und als Gast, einen Auftritt an der Hofoper von Budapest. Es hat den Anschein, als sei er nach Budapest zurückgekehrt, da noch Odeon-Platten mit ungarischen Liedern von ihm aufgenommen wurden. Sein weiterer Lebensweg ist unbekannt.